# Francisco de Paula e Silva
Francisco de Paula e Silva, barão de Ibicuí, (Taquari ou Bom Retiro do Sul, 14 de maio de 1796 — Cruz Alta, 10 de abril de 1879) foi um militar brasileiro. Também era conhecido como Barão do Ibicuí.
Filho de Manuel da Silva Jorge e de Antônia Maria de Bittencourt, era irmão de João da Silva Machado, barão de Antonina. Casou em Caçapava do Sul, em 30 de junho de 1829, com Felicidade Perpétua de Avelar Magalhães, que nasceu em 15 de abril de 1809 e faleceu em 22 de março de 1886, filha do tenente Ricardo José de Magalhães e de Maria Mância de Avelar, deixando geração de seu casamento, entre eles o general Firmino de Paula e Silva.
Condecorado com a medalha da Passagem de Humaitá. Agraciado barão, em 2 de novembro de 1861, por D.Pedro II
Encontra-se sepultado no cemitério municipal de Santa Maria (Rio Grande do Sul).